# Erucius erianthoides
Erucius erianthoides är en insektsart som beskrevs av Bolívar, C. 1944. Erucius erianthoides ingår i släktet Erucius och familjen Chorotypidae. Inga underarter finns listade i Catalogue of Life.